# 罗昂
罗昂（法語：Rohan，法語發音：[ʁɔɑ̃]）是法国莫尔比昂省的一个市镇，位于该省北部，属于蓬蒂维区。

## 地理
罗昂（48°4'7"N, 2°45'10"W）面积23.43 平方千米，位于法国布列塔尼大區莫尔比昂省，该省份为法国西北部沿海省份，位于布列塔尼半岛南部，北起阿摩尔滨海省、西接菲尼斯泰尔省，南濒大西洋，东南接大西洋卢瓦尔省，东临伊勒-维莱讷省。
与罗昂接壤的市镇（或旧市镇、城区）包括：圣巴尔纳贝、布雷昂、克雷丹、盖尔塔斯、圣莫当。

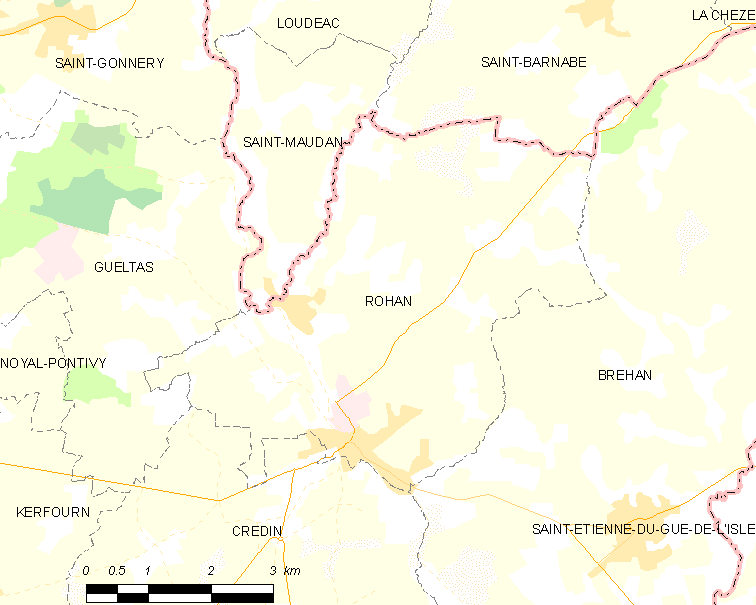
罗昂的OSM定位图

罗昂的时区为UTC+01:00、UTC+02:00（夏令时）。

## 行政
罗昂的邮政编码为56580，INSEE市镇编码为56198。

## 政治
罗昂所属的省级选区为格朗尚县。

## 人口

1962-2008年间罗昂人口变化图示

罗昂于2022年1月1日时的人口数量为1541人。